# Martinice u Onšova
Martinice u Onšova é uma comuna checa localizada na região de Vysočina, distrito de Pelhřimov.